# Montreuil-sur-Brêche
Montreuil-sur-Brêche – miejscowość i gmina we Francji, w regionie Hauts-de-France, w departamencie Oise.
Według danych na rok 1990 gminę zamieszkiwało 380 osób, a gęstość zaludnienia wynosiła 36 osób/km² (wśród 2293 gmin Pikardii Montreuil-sur-Brêche plasuje się na 626. miejscu pod względem liczby ludności, natomiast pod względem powierzchni na miejscu 415.).